# Francisco Núñez Muley
Francisco Núñez Muley (Reino de Granada, c. 1490- c. 1568) fue un personaje de la alta sociedad de la Granada cristiana posterior a la conquista y uno de los líderes de la comunidad morisca en el antiguo reino. Es conocido sobre todo por su Memorial en defensa de los signos de identidad moriscos.

## Biografía
Nació en la Granada nazarí dos años antes de su conquista por los Reyes Católicos en una familia emparentada con la dinastía de los Benimerines, de donde vendría el apellido Muley, que originalmente es un tratamiento andalusí y magrebí equivalente al de príncipe. Convertido tempranamente al cristianismo de forma obligada como todos los musulmanes granadinos, Francisco Núñez Muley fue paje de Hernando de Talavera, arzobispo de Granada, y tuvo luego una vida como cortesano al servicio de los sucesivos reyes de España: Isabel y Fernando, Carlos V y Felipe II.
El rasgo más sobresaliente de su vida es la defensa de los rasgos culturales moriscos (excluida la religión musulmana) frente a las disposiciones que pretendían aculturar a los granadinos y asimilarlos a la sociedad castellana. Hizo varias intervenciones en este sentido ante las autoridades, de las cuales la más famosa es el Memorial de 1566.
Ese año los funcionarios de la Audiencia y la Chancillería granadina dictaron una serie de ordenanzas de represión cultural que recogían las peticiones del sínodo de los obispos reunidos en Guadix años antes, en 1554:
- Prohibición del uso de la lengua árabe y de los libros escritos en esta lengua.
- Prohibición de los sobrenombres y apellidos en árabe.
- Prohibición de los atuendos musulmanes, incluido el hiyab femenino.
- Prohibición de fiestas y músicas moriscas (las zambras).
- Prohibición de los baños (hammam) típicos de las culturas islámicas.
- Obligación para los moriscos de mantener las puertas abiertas de las casas en viernes y domingo, de modo que las autoridades pudieran sancionar la observancia del día de oración musulmán (viernes) y la no observancia del descanso dominical cristiano.
- Prohibición a los moriscos de tener esclavos (que sí tenían los cristianos viejos).

Estas disposiciones suponen una nueva violación de las capitulaciones acordadas entre los nazaríes y los Reyes Católicos en la época de la conquista, y serían la causa de la guerra de las Alpujarras. Un año antes, Núñez Muley había intentado evitarlas elevando al presidente de las Reales Audiencia y Cancillería de la Ciudad y Reino de Granada un memorial en el que defiende los rasgos culturales propios de los moriscos, a los que se refiere como naturales de Granada, equiparándolos a los rasgos culturales diferenciados que también tienen otras regiones españolas. Así, «trata de presentar esas características como meras peculiaridades regionales. Pretende que el vestido morisco se acepte como el traje típico de Castilla o Aragón, y la lengua árabe como el gallego o el catalán».